# 伊洛曼齊

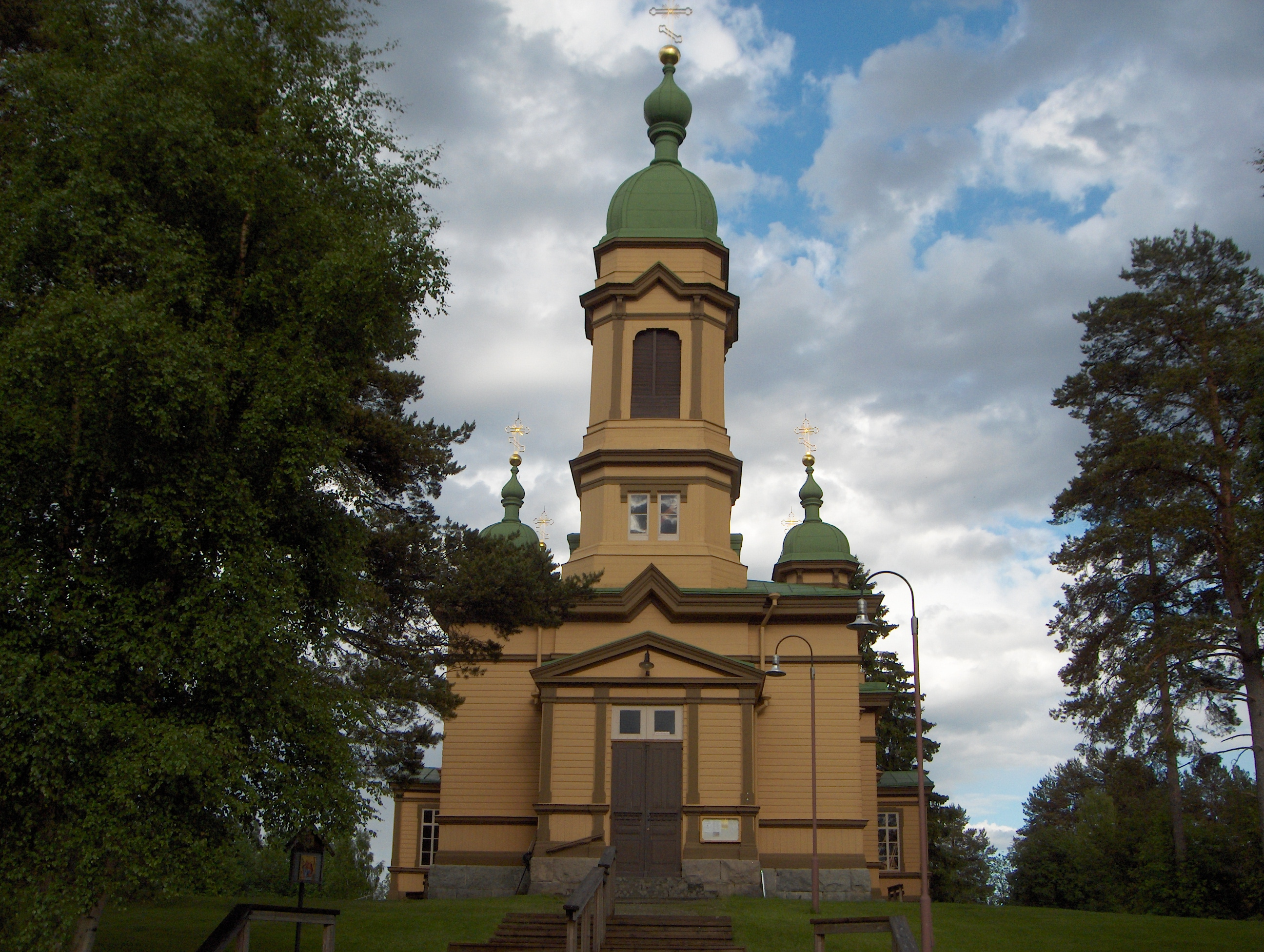
伊洛曼齐东正教堂

伊洛曼齊 (芬蘭語：Ilomantsi) 是芬蘭北卡累利阿區的市鎮，位於該國東部，始建於1875年，面積3,173平方公里，2021年3月人口4,744，人口密度為每平方公里1.72人，伊洛曼齐的哈图瓦拉村（Hattuvaara）处于芬兰的最东端。

## 外部連結
- 官方网站 （文）